# Obhausen
Obhausen est une commune allemande de l'arrondissement de Saale, Land de Saxe-Anhalt.

## Géographie
Obhausen se situe sur la Querne (aussi appelée Weida).
La commune comprend les quartiers d'Altweidenbach, Esperstedt, Döcklitz, Kuckenburg et Neuweidenbach.
| Farnstädt | Schraplau Seegebiet Mansfelder Land | Teutschenthal  |
| Querfurt  | Obhausen                            |                |
|           | Nemsdorf-Göhrendorf                 | Bad Lauchstädt |

Obhausen se trouve sur la Bundesstraße 180, en périphérie de Querfurt. La Bundesautobahn 38 passe au nord de la commune.

## Histoire
Obhausen est mentionné pour la première fois entre 881 et 899 dans le registre de la dîme pour l'abbaye d'Hersfeld sous le nom de Hubhusa.
En janvier 2010,  Esperstedt et Kuckenburg fusionnent avec Obhausen.

## Personnalités liées à la commune
- Hermann Heinze (1860-1920), cafetier de Hambourg.